# トゥル島
豆老島（トゥルとう,トゥロとう、두루섬,두로도）は、朝鮮民主主義人民共和国平壌市にある大同江の中州である。行政区画は平壌市楽浪区域中端里に属する。

## 概要
大同江の平壌市街付近にある中洲で、大同江最大の中洲である。平壌市街に含まれる羊角島から艾島を挟んで下流側（西側）にある。東西に約3.5km、南北に約1.5km、上空から見ると野球帽のような形をしていて、起伏はなく平らである。艾島とはほぼつながっており、一番離れている箇所でもわずか30mくらいしかない。同島との間に3つの橋がかかっている。艾島及びそこにかかる「忠誠の橋」を経由して平壌市街と道路がつながっている。
一方下流側の鵾游島、さらにその対岸の万景台との間に橋はない。万景台からは当島を見渡すことができる場所がある。概ね農地であり、低層の建物がいくつか見える。